# The Straight Dope
Straight Dope — газетная колонка в формате вопросов и ответов, выпускавшаяся под псевдонимом Сесил Адамс (англ. Cecil Adams) с иллюстрациями (также под псевдонимом) Слага Синьорино (англ. Slug Signorino) с 1971 по 2018 год. Первый выпуск появился в 1973 году в газете Chicago Reader. Также в рамках синдикации публиковалась в других изданиях США и на одноименный веб-сайте.
После выпуска от 27 июня 2018, после 45 лет публикации, выход колонки Straight Dope был приостановлен без указания дальнейших планов. Веб-сайт и связанный с ним форум продолжают работать.
Название колонки является американской идиомой, примерно означающей «правдивая информация», «вся правда», «правда без прикрас». Вопросы и ответы охватывают многие темы, включая историю, науку, городские легенды и изобретения. Колонка выходила под девизом: «Боремся с невежеством с 1973 года. (Это требует больше времени, чем мы думали)».
На основе материалов колонки было составлено и опубликовано пять сборников на бумажном носителе — своеобразная энциклопедия человеческих знаний («Straight Dope Cyclopedia of Human Knowledge»):
- The Straight Dope (1984)
- More of the Straight Dope (1988)
- Return of the Straight Dope (1994)
- The Straight Dope Tells All (1998)
- Triumph of the Straight Dope (1999)

Кроме того, в 1993 году Эд Зотти, «помощник» Сесила Адамса, опубликовал сборник Know It All, предназначенный для юношества.
В 1996 году сеть A&E выпустила небольшую серию программ The Straight Dope, основанных на материалах колонки. Ведущим и соавтором передачи был комик Майк Лукас.